# 雅罗斯拉夫·塞弗尔特
雅罗斯拉夫·塞弗尔特（ˈjaroslaf ˈsajfr̩t，听ⓘ，1901年9月23日—1986年1月10日），捷克作家、诗人、记者，1984年诺贝尔文学奖获得者。2005年6月捷克票選「最偉大的捷克人」（Největší Čech）中，他排名第24。

## 作品
- 「19歲發表反映工人苦難生活的處女詩集《淚城》，一舉成名，成為捷克共和國時期的文壇重將。」 (引用孟憲忠編著的《諾貝爾文學獎作家的人生之旅》第244頁的內容。)
- 1944年出版《石橋》，收錄大量揭露、抨擊法西斯侵行罪行的詩歌。 (出處同上)
- 「塞弗爾特一生筆耕六十多年，發表卅餘部詩集。犖犖大者有《全部的愛》、《在T‧S‧F電台周波里》、《夜鶯唱得多難聽》、《信鴿》、《從膝上落下的頻果》、《維納斯之手》、《到了，春天》、《把燈關上》、《滿是泥土的鋼盔》、《母親》、《哈雷慧星》、《皮卡迪利的傘》。他的詩作兩次獲捷克斯洛伐克「克利門特‧哥特瓦爾德」國家獎。」 (引用孟憲忠編著的《諾貝爾文學獎作家的人生之旅》第246頁的內容。)

## 中文译著
- 楊樂雲等人/譯，《世界如此美麗》，台北市：大塊文化，2003年。
  - 中国大陆《世界美如斯》
- 郭震唐/編選，鍾英彥等人/ 譯，《蘋果樹之歌》，台北市：華一，1993年。